# Jaouad Zairi
Jaouad Zairi (in arabo جواد الزاري‎?; Taza, 17 aprile 1982) è un ex calciatore marocchino, di ruolo centrocampista.

## Caratteristiche tecniche
Il suo ruolo principale è quello di ala destra, anche se può giocare in altri ruoli offensivi sempre a supporto delle punte.

## Carriera

### Club
Nel 1997, all'età di 15 anni, viene notato da un osservatore del Gueugnon che lo porta in Francia.
Nel 2001 passa al Sochaux con cui disputa diverse stagioni fino al 2006, anno in cui viene dato in prestito agli arabi dell'Al-Ittihad per 800.000 dollari.
Tornato dal prestito a fine stagione, viene ceduto al Boavista. Nella prima parte della stagione 2006-2007 viene impiegato raramente per cui nel mercato di gennaio il club portoghese lo cede in prestito con diritto di riscatto al Nantes.
Dopo aver rescisso il contratto col Boavista, si trasferisce all'Asteras Tripolis, squadra della zona medio-bassa della Super League greca.
Dopo due stagioni con la maglia giallo-blu, viene acquistato dall'Olympiacos e firma un biennale da 600.000 euro a stagione. Il 16 settembre 2009 esordisce nella fase a gironi della Champions League e serve l'assist per il gol vittoria di Torosidis nella partita contro l'AZ Alkmaar. Il 26 settembre segna il primo gol in campionato contro il Panionios e si ripete quasi un mese dopo segnando alla sua ex-squadra, l'Asteras Tripolis.

### Nazionale
Nel 2000 è il giocatore più giovane della nazionale olimpica per Sydney 2000.
Nel 2001 esordisce in nazionale maggiore nell'amichevole contro il Senegal.
Nel 2004 ha fatto parte della nazionale giunta alla finale di Coppa d' Africa, persa contro la Tunisia.
Nel 2005 firma una tripletta contro il Kenya in una partita valida per le qualificazioni ai mondiali 2006.
Nel 2009, dopo una lunga assenza durata quasi due anni (ultima presenza nel novembre 2007), viene inserito nella lista provvisoria dei convocati per le qualificazioni ai mondiali 2010.

## Palmarès

### Club

#### Competizioni Nazionali
- Campionato greco: 1

Olympiakos: 2010-2011
- Coppa di Lega francese: 1

Sochaux: 2003-2004